# Introducere în mecanica cuantică
Mecanica cuantică (sau Teoria cuantică) este o știință a fizicii care se ocupă cu comportamentul materiei și a energiei la scară atomică și a particulelor subatomice / undelor. Mecanica cuantică este esențială în înțelegerea forțelor fundamentale din natură cu excepția gravitației.
Mecanica cuantică stă la baza mai multor discipline înrudite, incluzând fizica materiei condensate, electromagnetism, fizica particulelor sau parțial al cosmologiei și este instrumentul principal de investigare în biologia structurală. Tot ea stă la baza explicării proprietăților chimice ale atomilor. În cadrul ștințelor inginerești, mecanica cuantică joacă un rol foarte important în dezvoltarea nanotehnologiei si electronicii.
Bazele mecanicii cuantice au fost puse la începutul secolului 20 de ideile inovatoare ale lui Max Planck și Niels Bohr. Termenul "mecanică cuantică" a fost inventat de către Max Born în 1924. Acceptarea mecanicii cuantice de către marea colectivitate a fizicienilor s-a realizat datorită acurateții predicțiilor sale asupra comportamentului sistemelor fizice, incluzând sisteme pentru care Mecanica Newtoniană eșuează. Chiar și relativitatea generală are limitări—în moduri în care mecanica cuantică nu le are—în sistemele care descriu structura materiei la nivel atomic sau mai scăzut, cu nivele ale energiei foarte joase sau forte înalte, sau cele aflate la temperaturi extrem de mici.
De-a lungul unui secol de experiențe și știință aplicată, mecanica cuantică s-a dovedit a fi  acurată. 

## Privire generală

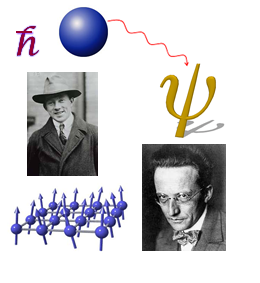
Werner Heisenberg și Erwin Schrödinger, fondatori ai Mecanicii cuantice.

### Impasul
Către finalul secolului al XIX-lea părea că fizica devenise aproape perfectă, însă apoi teoria acceptată a început să genereze paradox după paradox fapt ce a dus la modificări radicale ale concepțiilor legate de fundamentele fizicii. Modelul după care oamenii explicau fenomenele ce aveau loc la scara lor de spațiu și de timp eșua în a explica fenomenele ce au loc la scară foarte mică, foarte mare sau cele care au loc cu o viteză extrem de ridicată. Modul de a privi universul prin ochii unui observator uman obișnuit a fost transformat în observații și teorii care preziceau corect fenomene care explicate prin fizica clasică generau rezultate imposibile. Însă astfel s-a creat imaginea unui univers care intra puternic în contradicție cu tot ceea ce oamenii știau până atunci.
La nivelul macrocosmosului, teoria relativității le-a arătat oamenilor că timpul nu se scurge cu aceași viteză pentru toți observatorii, că materia poate fi transformată în energie și vice-versa, că două obiecte care fiecare se mișcă cu o viteză mai mare decât jumătate din viteza luminii nu se pot apropia unul de altul cu o viteză egală sau mai mare decât viteza luminii, că timpul se scurge mult mai încet în apropierea obiectelor masive, etc. Lucrurile în univers pur și simplu nu funcționează în modul în care experiențele noastre cotidiene ne fac să credem ci într-un mod cu totul diferit.
La nivelul microcosmosului, surprizele sunt și mai multe. Un obiect precum un foton sau un electron nu au o locație precisă sau o traiectorie detectabilă între punctul în care au fost emise și punctul în care au fost detectate. Punctele în care astfel de particule pot fi detectate nu sunt cele la care ne-am aștepta în conformitate cu experiența noastră de zi cu zi. Există o probabilitate destul de mică (dar nu nulă!) ca punctul de detectare să se găsească de cealaltă parte a unei bariere solide. Probabilitatea se dovedește a juca un rol extrem de important în toate interacțiunile care au loc la această scară. Traiectoria oricărui obiect de nivel atomic este extrem de neclară în sensul în care orice măsurătoare efectuată cu intenția de a afla poziția unei particule face ca informațiile despre viteza sa să devină foarte nesigure și vice-versa. 
În epoca fizicii clasice, Newton și discipolii săi credeau că lumina este constituită din particule în vreme ce alții credeau că lumina este de fapt o serie de fronturi de undă care se propagă printr-un mediu anume. Încercând să descopere un experiment care să dovedească că una dintre cele două opinii este cea corectă, fizicienii au învățat că efectuând un experiment destinat să studieze frecvența luminii sau alte caracteristici "de undă" dovedesc natura sa ondulatorie și că efectuând un experiment destinat să studieze momentul său sau alte caracteristici ale particulelor dovedesc natura sa materială. Mai mult, obiecte de mărimea unui atom sau chiar unele molecule, și-au dovedit natura lor "de undă" atunci când experimentele au fost realizate într-un mod anume.
Cei mai renumiți dintre fizicieni au avertizat că dacă va fi imaginată o explicație a mecanicii cuantice care să aibă sens, atunci acea explicație e foarte probabil să fie imperfectă.

### Cum s-a ajuns în impas
Primii cercetători erau împărțiți în explicațiile lor despre natura fundamentală a ceea ce azi denumim radiația electromagnetică. Unii susțineau că lumina și alte frecvențe ale radiației electromagnetice sunt compuse din particule, în timp ce alții afirmau că radiația electromagnetică este un fenomen ondulator. În fizica clasică aceste idei sunt mutual contradictorii. Încă din primele zile ale mecanicii cuantice, oamenii de știință au înțeles că nici una dintre concepții prin ea însăși nu poate explica radiația electromagnetică.
În 1690, Christiaan Huygens a explicat legile reflecției și refracției pe baza teoriei undelor. Sir Isaac Newton credea că lumina se compune din niște particule infinitezimale pe care el le-a denumit "corpusculi". În 1827 Thomas Young și Augustin Fresnel au efectuat câteva experimente asupra interferențelor care au arătat că o teorie prin care lumina este tratată ca și corpuscul este nepotrivită.  Atunci în 1873 James Clerk Maxwell a demonstrat că făcând un circuit electric să oscileze este posibilă crearea de unde electromagnetice. Teoria sa face posibilă calcularea vitezei radiației electromagnetice bazându-se doar pe măsurători electrice și magnetice iar valoarea calculată este foarte asemănătoare cu măsurătorile empirice ale vitezei luminii.  În 1888, Heinrich Hertz a construit un dispozitiv electric care produce ceea ce azi denumim microunde — care sunt în esență radiație electromagnetică la o frecvență mai mică decât cea a luminii vizibile.  Totul până la acel moment sugera că Newton a greșit cu totul atunci când a presupus că lumina e formată din corpusculi. 
Experimente ulterioare au arătat că un model bazat pe pachete de energie sau un model cuantic este necesar pentru a explica unele fenomene. Atunci când lumina lovește un conductor electric face ca electronii să se deplaseze din pozițiile lor originale. Fenomenul poate fi explicat doar presupunând că lumina transportă energie doar în pachete bine definite. Într-un dispozitiv fotoelectric precum senzorul de lumină dintr-o cameră foto, lumina care cade pe detectorul metalic face ca electronii să se deplaseze. Cu cât intensitatea razelor de lumină de aceași frecvență crește cu atât mai mulți electroni se deplasează, însă ei nu se vor deplasa mai rapid. Prin contrast, o frecvență crescută a razelor de lumină va face ca electronii să se miște mai repede. De aceea, intensitatea luminii controlează curentul electric, iar frecvența luminii controlează tensiunea electrică. Aceste observații creează o contradicție când sunt comparate cu undele sonore și undele oceanice la care doar cunoașterea intensității este suficientă pentru a prezice energia unei unde.  În cazul luminii, frecvența e cea care pare să prezică energia.  Era nevoie de ceva care să explice acest fenomen și să pună de acord rezultatele experimentelor care arătau că lumina are caracter corpuscular cu cele care arătau că are caracter de undă.
Începutul real al mecanicii cuantice este considerat a fi dat de lucrările lui Max Planck din 1900. Albert Einstein și Niels Bohr au adus rapid contribuții importante la ceea ce azi numim "vechea teorie cuantică."  Oricum, de abia în 1924 s-a închegat o privire de ansamblu asupra noii terorii prin ideile lui Louis de Broglie despre ipoteza materie-undă, adevărata importanță a mecanicii cuantice devenind astfel clară. Câțiva dintre cei mai proeminenți oameni de știință care au contribuit substanțial la mijlocul anilor 1920 la dezvoltarea a ceea ce acum numim "noua mecanică cuantică" sau "noua fizică" au fost Max Born, Paul Dirac, Werner Heisenberg, Wolfgang Pauli, și Erwin Schrödinger. Mai târziu, câmpul de cercetare a fost extins de lucrările lui Julian Schwinger, Sin-Itiro Tomonaga și Richard Feynman care au dus la dezvoltarea Electrodinamicii Cuantice în 1947 și de către Murray Gell-Mann mai ales pentru dezvoltarea Cromodinamicii cuantice.

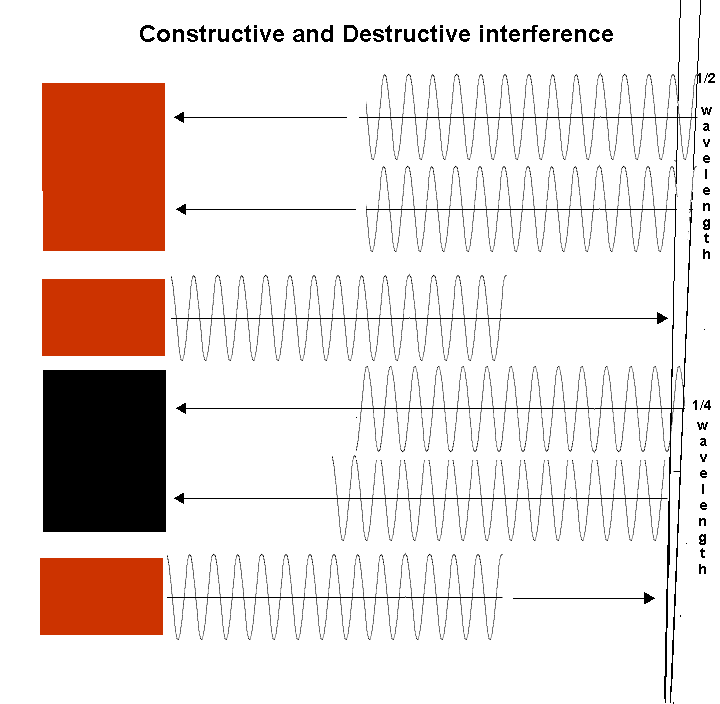
Interferența care produce benzile colorate nu poate fi explicată de către un model care descrie lumina ca o particulă elementară. Poate fi în schimb explicată de un model care o descrie ca și undă. Desenul arată niște sinusoide care se aseamănă cu undele de la suprafața apei ce sunt reflectate de două suprafețe ale unei pelicule de lățime variabilă, însă a descrie lumina doar asemănând comportamentul său cu cel al undelor reprezintă o analogie foarte imperfectă.

### Spectroscopia și dezvoltările ulterioare
Este relativ ușor a observa spectrul produs de lumină la trecerea printr-o prismă, când se reflectă din marginea teșită a unei oglinzi, când traversează un pahar de sticlă conic sau când trece prin picăturile de apă ale ploii formând un curcubeu. Atunci când mostre pure care sunt compuse doar dintr-un singur element chimic, de ex. hidrogen, sunt forțate să emită lumină, lumina emisă va conține mai multe frecvențe. Spectrul frecvențelor produse este o caracteristică a acelui element. În loc ca acest spectru să conțină toate frecvențele posibile între violet și roșu, există doar benzi de o singură culoare separate de zone întunecate.  O asemenea dispunere de frecvențe poartă numele de linie spectrală. Anumite linii ies în afara limitelor luminii vizibile și pot fi detectate doar cu filme fotografice speciale sau alte dispozitive asemănătoare. Oamenii de știință au emis ipoteza că un atom poate emite lumina în modul în care coarda unei vioare emite sunete – nu doar la o frecvență fundamentală (atunci când întrega coardă se mișcă în aceași direcție) dar la câteva armonici superioare (ce se formează atunci când coarda se împarte la jumătate sau la alte unități, care vibrează fiecare independent, astfel încât atunci când o jumătate de coardă se deplasează într-o direcție cealaltă jumătate se deplasează în direcție opusă). Pentru o lungă perioadă de timp nimeni nu a reușit să găsească o cale matematică care să descrie frecvențele din linia spectrală a unui element.

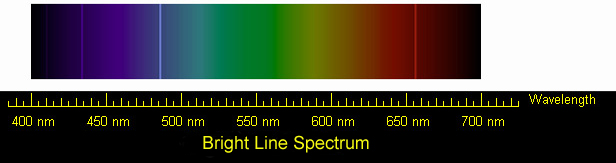
Fotografie de la NASA conținând linia spectrală a hidrogenului

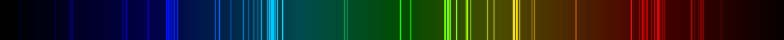
Fotografie cu linia spectrală a hidrogenului

În 1885, Johann Jakob Balmer (1825-1898) a arătat modul în care frecvențele unui atom de hidrogen depind unele de altele. Formula este una simplă:
{\displaystyle {\frac {1}{\lambda _{\mathrm {mn} }}}=R\left({\frac {1}{2^{2}}}-{\frac {1}{n^{2}}}\right)}
unde {\displaystyle \lambda _{\mathrm {mn} }} este lungimea de undă,  R este constanta Rydberg iar n este un număr întreg (n =3, 4,...) 

Această formulă poate fi generalizată pentru a se aplica și atomilor mult mai complicați decât hidrogenul, însă în această expunere ne vom limita a ne referi doar la hidrogen (din acest motiv numitorul din prima fracție este exprimat ca un număr ridicat la pătrat).
Următorul pas as fost descoperirea Efectului Zeeman, numit astfel după Pieter Zeeman (1865-1943). Explicația fizică a efectului Zeeman a fost dată de Hendrik Antoon Lorentz (1853-1928). Lorentz a emis ipoteza că lumina emisă de hidrogen este produsă de vibrația electronilor. A reușit să obțină informații despre ceea ce se întâmplă într-un atom deoarece electronii aflati în mișcare creează un câmp magnetic și astfel pot fi influențați de către un câmp magnetic extern într-o manieră asemănătoare modului în care un magnet metalic va atrage sau va respinge un alt magnet.  
Efectul Zeeman poate fi interpretat ca o dovadă a faptului că undele de lumină sunt produse de către electronii care vibrează pe orbitele lor, însă fizica clasică nu poate explica de ce electronii nu se prăbușesc de pe orbitele lor în nucleul atomului și nici de ce orbitele electronilor pot fi doar cele conforme seriilor de frecvențe care derivă din formula lui Balmer și care pot fi observate în linia spectrală. Cu alte cuvinte, a apărut întrebarea: de ce electronii nu produc un spectru continuu?

## Vechea teorie cuantică
Mecanica cuantică s-a dezvoltat din studiul undelor electromagnetice prin intermediul spectroscopiei care include lumina vizibilă care se descompune în culorile curcubeului, dar de asemenea și alte unde incluzând unde cu energie mai mare precum lumina ultravioletă, razele x sau gamma sau unde cu lungimea de undă mai mare precum undele infraroșii, microundele și undele radio. Această descriere conține doar acele unde care călătoresc cu viteza luminii.  De asemenea, atunci când mai jos este folosit cuvântul "particulă", acesta referă întotdeuna o particulă subatomică elementară.

### Constanta lui Planck
Fizica clasică arată că radiația unui corp negru produce o energie infinită, însă acest rezultat nu a fost niciodată observat în laborator. Dacă radiația de corp negru este dispersată într-un spectru, atunci cantitatea de energie radiată la frecvențe diferite variază de la zero la unul dintre capete, urcând către un vârf pentru frecvența  asociată temperaturii obiectului radiant revenind apoi iar la zero. În 1900, Max Planck a elaborat o ecuație empirică care poate descrie curba de energie observată, dar pe care nu a reușit să o pună în concordanță cu teoria clasică. El a concluzionat că legile fizicii clasice nu sunt aplicabile la nivel atomic așa cum a presupus inițial. 
În această descriere teoretică, Planck nu a impus nici o restricție asupra frecvențelor sau asupra lungimii de undă. Totuși, el a impus restricții asupra energiei transmise. "În fizica clasică,... energia unui anumit oscilator depinde doar de amplitudinea sa iar asupra amplitudinii nu se impune nici o restricție ." Dar, conform teoriei lui Planck, energia emisă de un oscilator este strict proporțională cu frecvența sa. Cu cât frecvența e mai ridicată, cu atât energia este mai mare. Pentru a ajunge la această concluzie teoretică, el a postulat că un corp radiant este constituit dintr-un număr enorm de oscilatoare elementare, unele vibrând la o anumită frecvență iar altele la altă frecvență acoperind toate frecvențele de la zero la infinit. A impus restricția că energia E a oricărui oscilator individual nu poate lua orice valoare arbitrară, ci este proporțională cu un multiplu întreg al frecvenței f a oscilatorului. Adică,
{\displaystyle E=nhf,\,\!}
unde n =1, 2, 3,... Constanta proporțională h este numită Constanta lui Planck.
Una dintre aplicațiile directe ale acestei teorii este aflarea energiei fotonilor. Dacă valoarea lui h este cunoscută iar frecvența fotonului este de asemenea cunoscută, atunci energia fotonilor poate fi calculată. De exemplu, dacă un fascicol de lumină cade asupra unei ținte iar frecvența sa era 540 × 1012 herți, atunci energia fiecărui foton va fi h × 540 × 1012 jouli. Valoarea lui h este extraordinar de mică, aproximativ 6.6260693 × 10-34 jouli secundă. Asta înseamnă că fotonii dintr-un fascicol de lumină au o energie de aproximativ 3.58 × 10-19 jouli sau (în alt sistem de măsurare) aproximativ 2.23 eV.
Când energia unei unde este descrisă în acest mod, pare că unda transportă energia în mici pachete. Această descoperire părea să descrie unda ca pe o particulă. Aceste pachete de energie transportate de undă au fost numite cuante de către Planck. Mecanica cuantică a apărut cu decoperirea faptului că energia unei unde este transportată în pachete a căror mărime depinde de frecvența tuturor undelor electromagnetice ce o compun. Trebuie atrasă atenția că, această descriere ce folosesește termeni precum pachet, undă și particulă, concepte importate din descrierea universului la scara noastră de mărime și aplicate în lumea cuantică, au doar o relevanță aproximativă.
În primele cercetări efectuate asupra naturii luminii, au existat două moduri diferite de a descrie lumina, fie ca o undă care se propagă prin spațiul gol, fie ca o mică particulă care se deplasează în linie dreaptă. Deoarece Planck a arătat că energia unei unde este formată din mici pachete, analogia cu comportamentul unei particule a devenit favorită în înțelegerea modului în care lumina transportă energia ca multiplii unei entități numită cuantă de energie. În orice caz, analogia cu comportamentul unei unde este de asemenea indispensabilă în înțelegerea altor fenomene legate de lumină. În 1905, Albert Einstein a folosit constanta lui Planck pentru a explica efectul fotoelectric postulând că energia dintr-un fascicol de lumină se compune din valori discrete pe care el le-a denumit cuante de lumină, iar mai târziu le-a dat denumirea de fotoni. Conform acestei descrieri, un singur foton de o anumită frecvență transportă o cantitate invariantă de energie. Cu alte cuvinte, fotonii individuali pot transporta mai multă sau mai puțină energie, depinzând doar de frecvența lor. Chiar dacă descrierea fotonilor așa cum reiese din cercetările lui Planck seamănă cu modelul corpuscular al lui Newton, fotonii lui Einstein au frecvență iar energia unui foton este proporțională cu acea frecvență. Modelul bazat pe analogia cu particulele a fost astfel din nou compromis.
Ambele modele, atât cel bazat pe analogia cu undele cât și cel bazat pe analogia cu particulele sunt modele mentale și provin din experiența noastră de zi cu zi. Nu putem observa fotonii individuali. Putem doar cerceta indirect proprietățile lor. Observăm un anumit fenomen, precum curcubeul de culori creat de o pată de ulei aflată la suprafața apei și ne explicăm acest fenomen comparând lumina cu undele. Observăm un alt fenomen, precum modul în care funcționează senzorul fotoelectric dintr-o cameră foto și îl explicăm printr-o analogie cu particulele care lovesc o suprafață sensibilă. În ambele cazuri preluăm concepte din experiența nostră cotidiană și le aplicăm unei lumi pe care n-am văzut-o niciodată.
Nici una dintre explicații, undă sau particulă, nu este pe deplin satisfăcătoare. În general, oricare model științific poate doar să aproximeze ceea ce modelează. Un model este util doar respectând anumite condiții în acest caz fiind posibil să prezică destul de precis comportamentul sistemului modelat. Fizica Newtoniană poate fi încă utilizată pentru a descrie multe dintre fenomenele din viața noastră cotidiană. Pentru a ne reaminti că ambele concepte (undă respectiv particulă) folosite la scara noastră de mărime au fost folosite pentru fenomene ce au loc la scară atomică, unii fizicieni precum Banesh Hoffmann au folosit termenul de "wavicle" (o combinație între cuvintele englezești 'wave'-undă și 'particle'-particulă) pentru a face referire la ceea ce este cu adevărat natura luminii. În continuare, "undă" și "particulă" vor fi folosite în funcție de care aspect al mecanicii cuantice este în discuție.

### Constanta lui Planck redusă (sau constanta lui Dirac)
Constanta lui Planck prezintă energia pe care o undă de lumină o transportă ca o funcție a frecvenței sale. Un pas mai departe în dezvoltarea acestui concept a apărut în lucrările lui Bohr. El a folosit un model "planetar" pentru a descrie electronul și nu înțelegea de ce factorul 2π era esențial în formula sa determinată experimental. Mai târziu, de Broglie a postulat că electronii au frecvențe, la fel cum au fotonii și că frecvența unui electron trebuie să fie conformă condițiilor unei unde statice care poate exista pe anumite orbite. Altfel spus, începutul unui ciclu al undei dintr-un anume punct al circumferinței unui cerc (de vreme ce asta reprezintă o orbită) trebuie să coincidă cu sfârșitul unui alt ciclu. Nu poate exista nici un interval gol, nici o parte a circumferinței care să nu participe la vibrație și nu pot exista suprapuneri ale ciclurilor. Deci circumferința unei orbite, C, trebuie să fie egală cu lungimea de undă, λ, a electronului înmulțită cu un număr întreg (n = 1, 2, 3...). Cunoscând lungimea circumferinței se pot calcula lungimile de undă care se potrivesc acelei orbite și cunoscând raza, r, a orbitei se poate calcula circumferința. Toate acestea sunt exprimate într-o formă matematică astfel,
{\displaystyle C=2\pi r=n\lambda \,\!}
și deci 
{\displaystyle \lambda =2\pi r/n\,\!}
și astfel este ușor de observat apariția factorului 2π deoarece este nevoie de el la calcularea lungimilor de undă posibile (și deci a posibilelor frecvențe) când raza unei orbite este deja cunoscută.
În 1925 când Werner Heisenberg a dezvoltat complet teoria sa cuantică, calculele ce implicau funcții de undă numite serii Fourier au devenit fundamentale și astfel constanta redusă a lui Planck (h/2π) a devenit foarte utilă deoarece conține un factor de conversie care facilitează mult calculele. Mai târziu, când această constantă redusă a lui Planck a apărut în mod natural în ecuația lui Dirac a primit o etichetare diferită și anume "constanta lui Dirac". De aceea, este potrivit a începe cu o explicație a ceea ce este această constantă, chiar dacă am menționat deja motivele pentru care este convenabilă folosirea sa.
Așa cum am specificat mai sus, energia oricărei unde este dată de către frecvența sa multiplicată cu constanta lui Planck. O undă este o serie de vârfuri și goluri. Într-o undă, un ciclu este definit ca revenirea la aceași poziție ca de exemplu din vârful unei creste în vârful următor. Un ciclu este de fapt exprimat matematic raportat la un cerc și ambele au 360 de grade. Un grad este o unitate de măsură care măsoară mărimea rotației necesare să producă un arc de o anumită lungime la o distanță dată. O sinusoidă este generată de un punct al circumferinței unui cerc când acesta se rotește. (Vezi o demonstrație aici.) Există 2π radiani per ciclu într-o undă, care este exprimat matematic în felul în care un cerc are 360° (care este egal cu doi π radiani). (Un radian este unghiul pentru care lungimea circumferinței cuprinsă între laturile lui este egală cu raza cercului.) De vreme ce un ciclu are 2π radiani, atunci h împărțit cu 2π lasă spre a fi utilizat doar radianul. Deci, împărțind h cu 2π obținem o constantă care, atunci când este multiplicată cu frecvența unei unde, arată energia undei în jouli per radian. Constanta lui Planck redusă se scrie în formulele matematice ca ħ și se citește ca "h-barat". 
{\displaystyle \hbar ={\frac {h}{2\pi }}\ }.
Constanta redusă a lui Planck permite calcularea energiei unei unde în unități per radian în loc de unități per ciclu. Aceste două constante h și ħ sunt pur și simplu factori de conversie între unitățile de energie și cele de frecvență. Constanta redusă a lui Planck este folosită mai des decât h (constanta lui Planck) în formulele matematice ale mecanicii cuantice din mai multe motive, unul dintre ele fiind și acela că viteza unghiulară sau frecvența unghiulară este de obicei măsurată în radiani pe secundă deci utilizând ħ care folosește de asemenea radiani se va evita un calcul suplimentar de transformare a radianilor în grade și invers. De asemenea, când ecuațiile asociate acestor probleme sunt scrise folosind ħ, va fi evitată apariția frecventă a factorului 2π în numărător și numitor, simplificând astfel calculele. În orice caz, în alte cazuri, ca de exemplu în calcularea orbitelor în modelul atomic al lui Bohr, h/2π a fost obținut în mod natural la exprimarea momentului unghiular al orbitelor. O altă expresie pentru relația dintre energie și lungimea de undă este dată în electroni volți pentru energie și în angstromi pentru lungimea de undă: Ephoton (eV) = 12.400/λ(Å) — aparent h nu este deloc implicat, dar asta doar datorită faptului că a fost folosit un alt sistem de unități de măsură și acum, numeric, factorul de conversie folosit este 12.400.

### Modelul atomic al lui Bohr

Modelul atomic al lui Bohr, arătând modul în care un electron trece în starea de bază n=1

În 1897 a fost descoperită particula numită electron. Ca o interpretare a  Experimentului Geiger-Marsden fizicienii au descoperit că materia este, în cea mai mare parte, spațiu gol. De îndată ce acest lucru a devenit clar, s-a emis ipoteza că entități încărcate cu sarcină negativă numite electroni înconjoară un nucleu atomic încărcat pozitiv. La început toți oamenii de știință credeau că atomul trebuie să fie asemănător unui sistem solar în miniatură. Însă această analogie simplă ducea la concluzia că electronul ar trebui să se prăbușească în nucleul atomic în aproximativ o sutime de microsecundă. Cea mai importantă întrebare a începutului secolului 20 a fost "De ce electronii mențin în mod normal o orbită stabilă în jurul nucleului ?"
În 1913, Niels Bohr a rezolvat această problemă importantă aplicând ideea unei plaje discrete (discontinue) pentru orbitele posibile ale electronilor.  Acest model a devenit mai apoi cunoscut sub numele de Modelul atomic al lui Bohr. În esență Bohr a emis ipoteza că electronii pot ocupa doar anumite orbite în jurul unui nucleu. Existența acestor orbite poate fi dedusă analizând linia spectrală produsă de un atom.
Bohr a explicat existența orbitelor pe care electronii le pot ocupa corelând momentul unghiular al electronilor din fiecare orbită "permisă" cu valuarea lui h, constanta lui Planck. El a spus că un electron aflat în cea mai joasă orbită are un moment unghiular egal cu h/2π. Fiecare orbită superioară celei de bază va conține acei electroni care au momentul unghiular egal cu un multiplu întreg al celui de pe orbita de bază. El a descris electronii ca fiind asemănători planetelor aflate pe o orbită solară. Astfel, el a definit constanta lui Planck ca un element fundamental care generează cerințe speciale la nivel subatomic și asta explică spațiul existent între orbitele electronilor. 
Bohr a considerat o revoluție completă a unui electron pe orbită ca fiind echivalentă unui ciclu dintr-un oscilator și care este similar unui ciclu dintr-o undă. Numărul de revoluții pe secundă este (definește) ceea ce numim frecvența acelui electron aflat în acea orbită. Impunerea ca frecvența electronilor de pe fiecare orbită să fie un multiplu întreg al constantei lui Planck h, permite existența doar a anumitor orbite și de asemenea stabilește mărimea lor. 
Bohr a generalizat Formula lui Balmer pentru hidrogen înlocuind numitorul în valoare de 1/4 cu o pătratul unei variabile:
{\displaystyle {\frac {1}{\lambda _{\mathrm {mn} }}}=R_{\mathrm {H} }\left({\frac {1}{m^{2}}}-{\frac {1}{n^{2}}}\right),} m=1,2,3,4,5,..., și n > m
unde λmn este lungimea de undă a luminii, RH este Constanta lui Rydberg pentru hidrogen și întregii n și m se referă la orbitele între care electronii pot tranzita. Această generalizare descrie mult mai multe linii spectrale decât au fost detectate anterior iar confirmarea experimentală a acestui fapt a venit ulterior.
Se observă aproape imediat că dacă {\displaystyle \lambda _{\mathrm {mn} }} este cuantificat așa cum rezultă din formula de mai sus, atunci momentul oricărui foton este cuantificat. Frecvența luminii, {\displaystyle \nu }, la o anumită lungime de undă {\displaystyle \lambda _{\mathrm {mn} }} este dată de relațiile:
{\displaystyle \nu ={\frac {c}{\lambda _{\mathrm {mn} }}}}  și
{\displaystyle \lambda _{\mathrm {mn} }={\frac {c}{\nu }}}  și
înmulțind cu h/h = 1,
{\displaystyle \lambda _{\mathrm {mn} }={\frac {hc}{h\nu }}}, și cum știm că {\displaystyle E=h\nu } rezultă că
{\displaystyle \lambda _{\mathrm {mn} }={\frac {hc}{E}}} care se poate rescrie ca:
{\displaystyle \lambda _{\mathrm {mn} }={\frac {h}{E/c}}}, și {\displaystyle E/c=p} (momentul) deci
{\displaystyle \lambda _{\mathrm {mn} }={\frac {h}{p}}} sau
{\displaystyle p={\frac {h}{\lambda _{\mathrm {mn} }}}}
Odată cu descoperirea liniilor spectrale, fizicienii au fost capabili să deducă empiric regulile după care se determină fiecare dintre orbitele electronilor și să descopere astfel ceva vital despre momentele asociate — că și acestea sunt cuantificate.
Apoi Bohr a observat modul în care momentul unghiular al unui electon aflat pe o orbită este cuantificat și anume a determinat că există o constantă K care atunci când este înmulțită cu constanta lui Planck, h, va da momentul unghiular ce aparține celei mai joase orbite. Când această valoare este înmulțită cu numere întregi succesive va da valoarea altor orbite posibile. Bohr a determinat mai târziu valoarea lui K ca fiind K = 1/2π . (Vezi o discuție mai detaliată pe această temă la adresa .)
Teoria lui Bohr a reprezentat electronii ca înconjurând nucleul unui atom într-un mod care diferă uimitor de ceea ce știm din experiența noastră cotidiană. El a arătat că un electron care își modifică orbita nu se mișcă pe o traiectorie continuă de pe o orbită pe alta. În schimb, el dispare subit de pe o orbită și apare pe alta. Toate distanțele la care un electron poate orbita este o funcție cuantificată a energiei sale. Cu cât un electron orbitează mai aproape de nucleu, cu atât are nevoie de o energie mai mică pentru a rămâne în acea orbită. Electronii care absorb o cuantă de energie egală cu cea a unui foton vor sări pe o orbită mai depărtată de nucleu, în timp ce electronii care emit o cuantă de energie egală cu cea a unui foton vor sări pe o orbită inferioară. Electronii nu pot primi sau emite fracțiuni de energie din cea a unui foton și astfel nu pot ocupa poziții intermediare între orbitele permise. Orbitele permise sunt identificate de numere întregi utilizând litera n cea mai joasă orbită fiind notată cu n = 1, următoarea cu n = 2 și tot așa. Toate orbitele cu aceași valoare a lui n sunt denumite generic înveliș electronic.
Modelul atomic al lui Bohr este prin esență unul bidimensional deoarece descrie electronii ca pe niște particule pe orbite circulare. În acest context, bidimensional înseamnă ceva care se află înscris într-un plan. Unu-dimensional înseamnă ceva care poate fi descris de o linie. Deoarece cercurile sunt descrise de raza lor, care este o parte dintr-o linie, uneori modelul atomic al lui Bohr este uneori descris ca fiind unu-dimensional.

### Dualitatea undă-particulă
Niels Bohr a determinat că este imposibil de descris în mod corect lumina folosind doar analogia cu o undă sau folosind doar analogia cu o particulă. De aceea a enunțat principiul complementarității, care este o teoerie a perechilor, precum perechea particulă-undă sau perechea poziție-moment. Louis de Broglie a elaborat consecința matematică a acestor descoperiri. În mecanica cuantică, s-a descoperit că ceea ce denumim unde electromagnetice pot reacționa în anumite experimente ca și cum ar fi compuse din particule iar în altele ca și cum ele ar fi doar unde. S-a descoperit de asemenea că particulele subatomice pot uneori fi descrise ca particule iar alteori ca undă. Aceste descoperiri au condus la elaborarea teoriei dualității undă-particulă de către Louis-Victor de Broglie în 1924, care stabilește că la nivel subatomic entitățile prezintă  simultan atât proprietăți de particulă cât și proprietăți de undă.
Modelul atomic al lui Bohr a fost dezvoltat după ce de Broglie a descoperit proprietățile de undă ale electronului. Conform concluziilor lui de Broglie, electronii pot exista doar în acele stări care permit existența unei unde statice. O undă statică poate fi creată dacă o coardă este fixată la ambele capete și făcută să vibreze (așa cum se întâmplă într-un instrument muzical cu coarde). Această comparație arată că undele statice sunt acele unde care au amplitudinea egală cu zero la cele două capete fixe. Undele create de un instrument cu coarde par să oscileze în același loc, un punct de pe coardă fiind când în vârf când în partea inferioară într-o mișcare repetată de dus-întors. O undă statică poate fi formată doar când lungimea undei este identică cu partea care vibrează. Într-un sistem vibrator circular, unda trebuie să fie o formațiune continuă de creste și văi de jur împrejurul cercului. Fiecare electron trebuie să fie pentru o orbită dată propria lui undă staționară.

## Dezvoltarea mecanicii cuantice moderne

### Teoria completă a mecanicii cuantice
Werner Heisenberg a dezvoltat teroria completă a mecanicii cuantice în 1925 la vârsta de 23 de ani. Mergând pe urmele mentorului său, Niels Bohr, Werner Heisenberg a început să lucreze la o teorie care să descrie comportamentul cuantic al orbitelor electronilor. Deoarece electronii nu pot fi observați pe orbitele lor, Heisenberg s-a concentrat pe crearea unei descrieri matematice a mecanicii cuantice care să se bazeze pe ceea ce se poate observa, adică, pe lumina emisă de atomi și care formează spectrul său atomic caracteristic. Heisenberg a studiat orbitele electronilor bazându-se pe comportarea sarcinilor electrice într-un oscilator dizarmonic.  Heisenberg a explicat mai întâi acest tip de mișcare observată în termenii legilor mecanicii clasice care se aplică la scara noastră de mărime și apoi a aplicat acestui model restricții cuantice, proprietăți discrete (discontinue). Procedând astfel au apărut goluri în orbitele calculate astfel încât descrierea matematică pe care a formulat-o va conține doar orbitele prezise pe baza spectrului atomic. 
Încercând să rezolve această problemă pe care a primit-o de la Bohr, Heisenberg a adoptat o poziție strategică foarte importantă și anume de a nu lua în considerare cantitățile neobservabile. El a început să formuleze ecuațiile folosind doar cantitățile care pot fi observate. Această strategie a făcut ca teoria lui să fie însoțită de dovezi experimentale încă din start: metodele de măsurare erau deja bine stabilite pentru informații precum (1) frecvențele (și implict energiile) emise sau absorbite la tranziția unui electron între orbitele staționare ale lui Bohr, (2) "amplitudinea de tranziție" sau probabilitatea tranziției dintr-o orbită în alta, etc. Din formulele clasice care caracterizează aceste fenomene Heisenberg a creat formule analoage care țin cont de condițiile cuantice. Formulele care au rezultat din această decizie fundamentală au dus la rezultate corecte dar uneori neașteptate. În articolele prin care și-a făcut cunoscută teoria el a avertizat că, "O dificultate importantă apare, totuși, dacă considerăm două mulțimi x(t), y(t) și căutăm să calculăm produsul lor....În timp ce în mecanica clasică x(t)y(t) este întotdeauna egal cu y(t)x(t), asta nu e neapărat adevărat și în teoria cuantică."  Atunci când valorile prevăzute sunt scrise sub formă de mulțime și se efectuează înmulțirile, natura dificultății menționate mai sus se prezintă într-o formă care este mai familiară matematicienilor. Mai important este faptul că, studiile empirice validează rezultatele teoretice și sugerează că există ceva mai important în acea diferență dintre x(t)y(t) și y(t)x(t) care este legată de valoarea constantei lui Planck.
Tabela de tranziție a frecvențelor (care rezultă atunci când electronii își schimbă orbitele) este:
| Starea electronului | S1    | S2    | S3    | S4    | S5    | ....  |  |
| ------------------- | ----- | ----- | ----- | ----- | ----- | ----- |  |
| S1                  | f1→1  | f2→1  | f3→1  | f4→1  | f5→1  | ..... |  |
| S2                  | f1→2  | f2→2  | f3→2  | f4→2  | f5→2  | ..... |  |
| S3                  | f1→3  | f2→3  | f3→3  | f4→3  | f5→3  | ..... |  |
| S4                  | f1→4  | f2→4  | f3→4  | f4→4  | f5→4  | ..... |  |
| S5                  | f1→5  | f2→5  | f3→5  | f4→5  | f5→5  | ..... |  |
| S.....              | ..... | ..... | ..... | ..... | ..... | ..... |  |

 
Tabela echivalentă care arată tranziția amplitudinilor este:

| Stările electronilor | S1    | S2    | S3    | S4    | S5    | ....  |  |
| -------------------- | ----- | ----- | ----- | ----- | ----- | ----- |  |
| S1                   | a1→1  | a2→1  | a3→1  | a4→1  | a5→1  | ..... |  |
| S2                   | a1→2  | a2→2  | a3→2  | a4→2  | a5→2  | ..... |  |
| S3                   | a1→3  | a2→3  | a3→3  | a4→3  | a5→3  | ..... |  |
| S4                   | a1→4  | a2→4  | a3→4  | a4→4  | a5→4  | ..... |  |
| S5                   | a1→5  | a2→5  | a3→5  | a4→5  | a5→5  | ..... |  |
| S.....               | ..... | ..... | ..... | ..... | ..... | ..... |  |

Așa cum am arătat mai sus, Heisenberg a dezvoltat metode matematice prin care a realizat conexiuni între informațiile din tabele ca cele de mai sus.  Completarea empirică a valorilor din tabele (pentru mărimi cuantice) nu este o procedură simplă de vreme ce orice măsurătoare efectuată într-un sistem întoarce o anumită valoare însă există posibilitatea ca acest lucru să schimbe alte valori deja măsurate. Deci trebuie folosit un număr mare de sisteme identice iar în fiecare trebuie efectuată o singură măsurătoare. Pentru a determina aceași caracteristică se efectueză mai multe experimente și se calculează media rezultatelor. Chiar și așa, nu se pot obține măsurători precise ale tuturor caracteristicilor unui sistem la un moment dat datorită incertitudinii cuantice. O determinare precisă a valorii unei caracteristici a unui sistem introduce o incertitudine asupra valorilor celorlalte caracteristici ale acestuia. "Anumite perechi de caracteristici pur și simplu nu pot fi măsurate simultan cu un nivel ridicat de precizie." Dacă sunt efectuate măsurători simultane ale caracteristicilor corelate (precum poziția și momentul unei particule) în mai multe sisteme identice, vor exista inevitabil diferențe între valorile măsurate a.î. diferența dintre produsul lor este egală sau mai mare decât {\displaystyle \hbar }/2."
În 1925 Heisenberg a publicat un articol intitulat "Reinterpretarea cinematicii și a relațiilor mecanice în teoria cuantică" descriind descoperirile sale. Astfel vechea teorie cuantică a fost înlocuită și a luat naștere perioada mecanicii cuantice. Lucrarea lui Heisenberg a dat câteva detalii care să ajute cititorii să determine cum a folosit rezultatele modelului unu-dimensional pentru a formula ipotezele care s-au dovedit atât de utile. În lucrarea sa, Heisenberg a propus "să se renunțe la orice speranță de a observa cantități neobservabile până în prezent, precum poziția și perioada unui electron" și s-a limitat la a folosi doar cantitățile observabile. El avea nevoie de reguli matematice pentru a descrie relațiile observate efectiv în natură iar regulile pe care le-a descoperit funcționează diferit în funcție de ordinea în care sunt ele folosite. "A devenit repede clar că ne-commutativitatea înmulțirii (în general) mulțimilor cinematice în teoria cuantică era noua idee tehnică cu adevărat esențială din lucrare."
Tipul special de înmulțire care s-a dovedit a fi necesar în aceste formule a fost descris cel mai elegant prin folosirea unui tip special de mulțime numit matrice. În situații normale nu contează ordinea în care se efectuează înmulțirea, însă înmulțirea matricilor nu este comutativă. În principal asta înseamnă că ordinea în care operațiile sunt efectuate este importantă. Înmulțind matricea A cu matricea B nu este același lucru cu a înmulți matricea B cu matricea A. Simbolic, A×B în general nu este egal cu B×A. (Lucrul esențial în teoria cuantică este faptul că a devenit important dacă într-un experiment se măsoară mai întâi viteza și abia apoi poziția și invers.) Folosirea matricilor s-a dovedit a fi un mod convenabil de a organiza informația astfel arătând clar și ordinea în care calculele trebuie efectuate, reflectând simbolic rezultatele neașteptate obținute în studiul lumii cuantice reale.
Heisenberg a descris mecanica cuantică într-un mod folosit și anterior și care trata un electron ca pe o particulă oscilatorie încărcată electric. Utilizarea de către Bohr a acestei analogii i-a permis lui Heisenberg să explice de ce raza orbitelor electronilor pot lua doar anumite valori. Această interpretare a rezultatelor experimentale și teoria cuantică pe care Heisenberg a elaborat-o în consecință au dus la concluzia că un electron nu poate ocupa nici o poziție intermediară între două orbite "permise". De aceea electronii sunt descriși ca "sărind" dintr-o orbită în alta. Ideea că un electron se poate afla acum într-o poziție anume și imediat după asta se află în altă poziție fără a traversa distanța dintre cele două poziții a fost unul dintre primele indicii ale caracterului straniu al fenomenelor cuantice. Chiar dacă scara la care are loc acest fenomen este una extrem de mică, saltul de pe o orbită pe alta este la fel de ciudat și neașteptat precum o persoană care iese pe o ușă în Londra și pășește direct pe o stradă din Los Angeles. Efectul tunel este un caz în care electronii par să fie capabili de a se deplasa în modul ciudat pe care Heisenberg îl descrie ca având loc în interiorul atomilor.
Amplitudinea poziției și momentului care au o perioadă de 2π precum un ciclu dintr-o undă este descrisă prin Serii Fourier. Heisenberg a descris proprietățile de particulă ale electronului dintr-o undă prin poziția și momentul acestuia. Când aceste amplitudini ale poziției și momentului sunt măsurate și înmulțite, se obține intensitatea. Totuși, el a descoperit că dacă poziția și momentul sunt măsurate și apoi înmulțite în această ordine iar apoi momentul și poziția sunt măsurate și înmulțite în această ordine, există o diferență sau o deviație a celor două intensități de h/2{\displaystyle \pi }. Heisenberg nu a înțeles motivul acestei diferențe pe parcursul următorilor doi ani, dar pe măsură ce timpul trecea a fost mulțumit să observe că descrierea matematică se potrivea cu comportamentul cuantic observat al electronului.
Mecanica matriceală a fost prima definire completă a mecanicii cuantice, legile și proprietățile sale descriind complet comportamentul electronului. A fost apoi extinsă pentru a se aplica tuturor particulelor subatomice. Foarte repede după ce mecanica matriceală a fost prezentată lumii, Schrödinger, în mod independent, a furnizat o teorie cuantică a undelor care părea să nu aibă nici o asemănare cu teoria lui Heisenberg. Era mai simplă din punct de vedere al calculelor implicate și în plus evita idei ciudate precum "saltul cuantic" al unui electron de pe o orbită pe alta. Însă în scurt timp Schrödinger însuși a arătat că cele două teorii duc fundamental la aceleași rezultate în toate situațiile. Apoi Dirac a pus ideea ne-comutativității în centrul propriei teorii cuantice și a dovedit că formulările lui Heisenberg respectiv Schrödinger erau cazuri speciale ale teoriei sale.

### Ecuația de undă a lui Schrödinger
Pentru că particulele pot fi descrise ca unde, către finalul lui 1925 Erwin Schrödinger a analizat modul în care arată un electron privit ca o undă în jurul nucleului atomic. Folosind acest model, și-a formulat ecuațiile pentru particule-unde. În loc să descrie atomul prin analogia cu un sistem planetar, el a tratat totul ca pe o undă, fiecare electron având funcția de undă proprie. O funcție de undă este descrisă în ecuația lui Schrödinger prin trei proprietăți (mai târziu Wolfgang Pauli a adăugat-o pe a patra: spinul). Cele trei proprietăți sunt (1) un "număr orbital" care indică dacă o undă este mai aproape de nucleu și are o energie mai mică sau este mai depărtată de nucleu și are o energie mai mare, (2) forma orbitei, care nu e obligatoriu să fie un cerc și (3) înclinarea orbitei, care determină momentul magnetic al orbitei de-a lungul axei z.
Aceste trei proprietăți sunt denumite în mod colectiv funcția de undă a electronului și se spune că descrie starea cuantică a electronului.  "Stare cuantică" înseamnă totalitatea proprietăților electronului care descriu condiția sa la un moment dat și se notează în fizică prin litera grecească {\displaystyle \psi }. Cele trei proprietăți ale ecuației lui Schrödinger sunt numite numere cuantice. Prima proprietate care descrie o orbită a fost notată cu n conform modelului atomic al lui Bohr unde n este un număr folosit pentru a descrie energia fiecărei orbite. Acesta se numește numărul cuantic principal. Următorul număr cuantic care descrie forma orbitei este numit număr cuantic azimutal și este reprezentat de litera l (minuscula literei L). Forma este generată de momentul unghiular al orbitei. Rata de modificare a momentului unghiular al unui sistem este egală cu rezultanta forțelor externe care acționează asupra sistemului. Cu alte cuvinte, momentul unghiular reprezintă rezistența unui obiect aflat în rotație la creșterea sau scăderea vitezei sale sub influența unei forțe externe. Numărul cuantic azimutal "l" reprezintă momentul unghiular orbital al unui electron în jurul nucleului atomului său. În locul literei "l" se folosesc alte litere pentru a descrie forma orbitei.  Prima formă este cea sferică (circulară) și se notează cu litera s.  Următoarea formă este asemănătoare unei haltere și se notează cu litera p.  Următoarele forme ale orbitei devin mult mai complicate (vezi Orbite Atomice) și sunt notate cu literele d, f și g. Al treilea număr cuantic din formula lui Schrödinger descrie momentul magnetic al electronului și se notează prin litera m și câteodată cu litera m având indicele l (ml) pentru că momentul magnetic depinde de l, al doilea număr cuantic.
În Mai 1926 Schrödinger a publicat o dovadă a faptului că mecanica matricială a lui Heisenberg și propria sa mecanică a undelor generau rezultate echivalente: din punct de vedere matematic ele erau de fapt aceași teorie. Totuși, nu amândoi oamenii de știință erau de acord cu interpretările fizice ale acestor teorii. Heisenberg nu vedea nici o problemă în existența saltului cuantic al electronului de pe o orbită pe alta, în timp ce Schrödinger spera că o teorie bazată pe proprietățile undelor va permite evitarea acelui "nonsens despre salturile cuantice" (cu cuvintele lui Wilhelm Wien ).

### Principiul incertitudinii
În 1927, Heisenberg a făcut o nouă descoperire bazându-se pe teoria sa cuantică care a avut consecințe practice ulterioare referitoare la acest nou mod de a privi materia și energia la nivel atomic. În formula mecanicii matriciale Heisenberg a descoperit o eroare sau o diferență de h/4{\displaystyle \pi } între poziție și moment. Cu cât este mai precis determinată poziția unei particule, cu atât mai puțin precis este determinat momentul acesteia iar valoarea minimă a incertitudinii implicate este h/4{\displaystyle \pi }. Această concluzie a fost apoi numită "Principiul nedeterminării al lui Heisenberg", sau Principiul incertitudinii. 
Pentru particulele aflate în mișcare, în mecanica cuantică există întotdeauna un anumit grad de inexactitate a caracteristicilor măsurate. Un observator poate obține o măsurătoare precisă a poziției sau o măsurătoare precisă a momentului, dar există un anumit grad de imprecizie atunci când măsoară simultan poziția și momentul unei particule aflate în mișcare precum electronul. În cazul extrem, o precizie absolută a măsurătorii unei variabile va determina o imprecizie absolută a măsurătorii altei variabile. 
Heisenberg a spus în una dintre primele conferințe despre principiul incertitudinii referindu-se la modelul atomic al lui Bohr: 
"Puteți spune, foarte bine, că această orbită nu este o orbită completă. De fapt în fiecare moment electronul are doar o poziție imprecisă și o viteză imprecisă și între aceste două imprecizii există această relație de incertitudine." 
O consecință a principiului incertitudinii a fost faptul că electronul nu mai putea fi considerat ca având o poziție exactă pe orbita sa. Mai degrabă electronul trebuia descris de către toate punctele în care acesta ar fi putut să existe. Calcularea punctelor localizărilor probabile pentru electron aflat pe o orbită cunoscută creează imaginea unui nor de puncte sub formă sferică pentru orbitele unui atom de hidrogen, de fapt a unor sfere așezate concetric în jurul nucleului. Această imagine poate fi numită și distribuție de probabilitate. De aceea n, numărul atomic al lui Bohr, pentru fiecare orbită este cunoscut și ca sfera n în modelul tridimensional al atomului.
Aceasta a condus la următoarea aserțiune a lui Heisenberg: dacă nu s-a efectuat nici o măsurătoare a electronului atunci el nu poate fi descris ca fiind situat într-o anume locație ci în întreg norul simultan. Cu alte cuvinte, mecanica cuantică nu poate oferi rezultate exacte, ci numai probabilitatea ca o particulă să se afle într-o anumită stare cuantică. Heisenberg a mers mai departe și a spus că o particulă aflată în mișcare începe să existe doar odată cu observarea ei. Oricât de stranie și ne-intuitivă pare această aserțiune, mecanica cuantică ne spune totuși care este locația orbitei electronului, norul său de probabilități.  Heisenberg vorbea despre particula însăși și nu despre orbita sa care are o distribuție de probabilitate cunoscută. 
Este important de notat că cu toate că Heisenberg a folosit pentru electron în matricile sale un set infinit de poziții, asta nu înseamnă că electronul se poate afla oriunde în univers. Din contră, există câteva legi fizice care arată că electronul trebuie să se găsească într-o distribuție de probabilitate anume. În modelul atomic al lui Bohr un electron este descris de către energia sa fapt care a fost preluat și în mecanica matriceală. De aceea, un electron aflat într-o n-sferă anume trebuie să se găsească la o anumită depărtare de nucleu în funcție de energia sa. Asta duce la restricționarea pozițiilor posibile. De asemenea, numărul pozițiilor în care se poate afla un electron mai este numit și "numărul de celule din spațiul de fază". Principiul incertitudinii stabilește o limită minimă pentru cât de fin poate fi împărțit spațiul de fază clasic, astfel încât numărul de locuri în care un electron poate fi localizat pe orbita sa devine finit. Poziția unui electron într-un atom este stabilită undeva pe orbita sa, dar nu între nucleu și începutul următoarei n-sfere.
Fizica clasică a arătat începând cu Newton că dacă este cunoscută poziția stelelor și a planetelor precum și detalii despre modul lor de mișcare atunci poate fi prezis locul în care acestea se vor afla în viitor. Pentru particulele subatomice, Heisenberg a invalidat această concepție arătând că datorită principiului incertitudinii nu se poate știi cu precizie atât poziția cât și momentul  unei particule la un anumit moment, astfel încât modul său de mișcare din viitor nu poate fi determinat, ci poate fi descris doar un set de posibilități. 
Aceste noțiuni care decurg din principiul incertitudinii se aplică doar la nivel subatomic și este o consecință a dualității undă-particulă. Oricât de ne-intuitivă poate părea, teoria mecanicii cuantice împreună cu principiul său de incertitudine sunt responsabile pentru uriașele dezvoltări din lumea tehnologiei care merg de la componentele pentru computere la lumina fluorescentă sau tehnicile de scanare ale corpului uman.

### Colapsul funcției undă
Ecuația de undă  a lui Schrödinger, cu funcția sa de undă unică pentru un electron singur a fost extinsă în distribuția de probabilitate prin care Heisenberg a cuantificat comportamentul particulelor asemănătoare electronului. Asta se întâmplă pentru că o undă este în mod natural o perturbație la scară largă și nu doar o particulă punctuală. De aceea, ecuația de undă a lui Schrödinger are aceleași predicții precum cele generate de principiul incertitudinii  deoarece incertitudinea localizării este conținută în chiar definiția perturbării la scară largă pe care o generează o undă. Este doar nevoie ca incertitudinea să fie definită în mecanica matriceală a lui Heisenberg deoarece dezvoltarea s-a făcut ținând cont de aspectele de particulă ale electronului.  Ecuația de undă a lui Schrödinger arată că electronul se află mereu în norul său de probabilitate, adică în distribuția sa de probabilitate asemenea unei unde care se extinde. 
Max Born a descoperit în 1928 că atunci când se calculează pătratul funcției de undă a lui Schrödinger se obține distribuția de probabilitate a electronului. De aceea, măsurarea poziției unui electron poate fi efectuată la o locație exactă în dauna distribuției de probabilitate, adică electronul pare să înceteze pentru moment să prezinte caracteristici de undă. În absența proprietăților de undă nici una dintre definițiile lui Schrödinger referitoare la comportamentul de undă al electronului nu mai are sens.  Măsurarea poziției particulei anulează proprietățile sale de undă și ecuația lui Schrödinger eșuează. Când este măsurat, electronul nu mai poate fi descris de către funcția sa de undă, pentru că lungimea sa de undă devine mult mai scurtă și astfel el ajunge legat cuantic de particulele aparatului de măsură, fenomen care este numit colapsul funcției de undă.

### Eigen-stări și eigen-valori
Termenul eigen-stare derivă din cuvântul german "eigen" care înseamnă "inerent" sau "caracteristic." Cuvântul eigen-stare este unul care descrie starea măsurată a unui obiect care posedă caracteristici cuantificabile precum poziție, moment, etc. Starea care este măsurată și descrisă trebuie să fie una "observabilă" (de ex., ceva care poate fi măsurat experimental fie direct fie indirect) și trebuie să aibă o valoare clară. În lumea de zi cu zi, este natural și intuitiv să gândim că toate obiectele se află în propria lor eigen-stare. Totul pare să aibă o poziție clară, un moment exact, o valoare bine definită a valorilor măsurate și un moment clar în care ea se efectuează. Dimpotrivă, mecanica cuantică afirmă că este imposibil să măsori la un moment determinat valoarea exactă a momentului unei anume particule precum un electron aflat într-o poziție dată. Datorită principiului incertitudinii, se pot face enunțuri atât asupra momentului cât și asupra poziției unei particule doar în termenii unei game de probabilități, adică a unei "distribuții de probabilitate". Eliminarea incertitudinii dintr-un termen maximizează incertitudinea din ceilalți termeni.  
De aceea devine necesară existența unei modalități de formulare clară a diferenței dintre starea unui obiect care este incertă în sensul de mai sus, precum un electron într-un nor de probabilitate și cea în care acel obiect nu este într-o stare incertă ci are o valoare clară. Când ceva este în condiția ca una dintre caracteristicile lui să fie în mod clar fixată într-un anume mod, se spune că posedă o eigen-stare. De exemplu, dacă poziția unui electron a fost clar determinată, se spune că există o eigen-stare a poziției.  
O valoare definită, de ex. poziția unui electron care a fost determinată cu succes, se numește eigen-valoarea eigen-stării poziției. Cuvântul germal "eigen" a fost folosit prima dată în acest context de matematicianul David Hilbert în 1904. Ecuația de undă a lui Schrödinger furnizează soluții ale funcției de undă, arătând posibilele locații în care se poate afla un electron, la fel cum face distribuția de probabilitate a lui Heisenberg. Așa cum am arătat mai sus, când apare colapsul unei funcții de undă deoarece s-a efectuat ceva pentru a determina poziția unui electron, starea electronului devine o eigen-stare a poziției, ceea ce înseamnă că poziția are o valoare cunoscută.

### Principiul excluziunii al lui Pauli
Principiul exluziunii al lui Pauli spune că nici un electron (sau alt fermion) nu poate fi în aceași stare cuantică cu altul din același atom.
Wolfgang Pauli a extins principiul excluziunii al lui Pauli folosind ceea ce el a denumit "grad de libertate cuantic bivalent" pentru a descrie observațiile unui dublet, care înseamnă o pereche de linii ce diferă printr-o mică valoare (de ex., ceva de ordinul 0.15Å), în cadrul spectrului unui atom de hidrogen. Observațiile arătau că un electron avea mai multă energie pe orbita sa decât cea provenită din momentul său magnetic, așa cum fusese descris până atunci. La începul anului 1925, tinerii fizicieni Uhlenbeck și Goudsmit au prezentat o teorie prin care spuneau că electronul se rotește în spațiu asemenea Pământului care se rotește în jurul propriei axe. Această rotație generează energia care lipsea din explicațiile anterioare și permite ca doi electroni să se afle pe aceași orbită dacă spinul lor are direcții opuse, respectându-se astfel principiul excluziunii al lui Pauli. A fost nevoie deci de introducerea unui nou număr cuantic, unul care să descrie momentul implicat de rotația fiecărui electron. 
O descrie succintă a principiului lui Pauli este:
„Nu poate exista un atom aflat într-o stare cuantică în care doi electroni din alcătuirea lui să aibă același set de numere cuantice.”
Un electron este descris de patru numere cuantice:
- n, numărul cuantic al orbitei
- l, numărul cuantic azimutal
- ml, numărul cuantic magnetic
- ms, numărul cuantic de spin

"În cazul unui atom de heliu cu doi electroni aflați pe orbita 1s, principiul excluziunii al lui Pauli cere ca pentru cei doi electroni cel putin unul dintre celelalte numere cuantice să fie diferite. Valorile lor pentru n, l, și ml sunt egale; mai mult, electronii au același spin, s = 1/2. Deci ei trebuie sa aibă o valoare diferită pentru ms, care astfel va lua valorile +½ pentru un electron respectiv -½ pentru celălalt."

### Ecuația de undă Dirac
În 1928, Paul Dirac a extins ecuația lui Pauli, care descria rotația electronilor, astfel încât să țină cont și de efectele teoriei relativității. Luând ca model interacțiunea electromagnetică simplă, a fost capabil să prezică valoarea momentului magnetic asociat rotației electronului și a determinat astfel valoarea experimentală găsită anterior, valoare care era prea mare pentru a fi datorată doar unei sfere încărcată electric care se rotește. Astfel el a fost capabil să dea o expresie matematică liniilor spectrale ale atomului de hidrogen.
Ecuația lui Dirac generează uneori valori negative pentru energie, pentru care el a propus o soluție inovatoare: el a postulat existența unui antielectron și a unui vacumm dinamic. Asta a condus la apariția teoriei câmpurilor cuantice ale particulelor multiple. În 1930, Dirac a scris prima lucrare modernă a mecanicii cuantice, care combină mecanica matriceală a lui Heisenberg, mecanica undelor a lui Schrödinger și propria teorie cuantică de transformare într-o prezentare unitară, ținând cont și de aspectele teoriei relativității. Principiile Mecanicii Cuantice a devenit rapid un text clasic și a rămas la fel de valoroasă până azi.
Toate dezvoltările teoriei cuantice de mai sus s-au bazat în principal pe spectrul atomic al atomului de hidrogen. Aceasta se datorează faptului că fiecare atom al fiecărui element produce un spectru atomic unic atunci când lumina ce provine de la fiecare tip de element trece printr-o prismă. Oamenii de știință nu pot studia direct electronul și nucleul unui atom deoarece acestea nu pot fi "văzute". Chiar și azi, utilizând cel mai performant microscop electronic putem vedea un atom ca pe o sferă cu contur și detalii foarte neclare. În orice caz, liniile spectrale ale atomului indică orbitele electronilor și energiile pe care aceștia ar trebui să le aibă. Studierea acestor analize spectrale, mai întâi ale atomului de hidrogen și mai apoi ale celui de heliu, au stat la baza dezvoltării teoriei cuantice. De aceea, formulele matematice au fost dezvoltate pentru a descrie imaginea spectrului atomic. Din acest motiv se spune uneori că mecanica cuantică este o formă a fizicii matematice.

### Legătură cuantică
Albert Einstein a respins Principiul Incertitudinii al lui Heisenberg deoarece părea că implică limitări mai mult decât necesare asupra posibilității ca oamenii să cunoască valorile exacte din realitatea cuantică. Într-o scrisoare către Max Born din 1926, Einstein emitea o declarație devenită apoi celebră: "Dumnezeu nu joacă zaruri".
Metodologia principală pentru realizarea predicțiilor în mecanica cuantică, bazată pe regulile lui Born pentru calcularea probabilităților, a devenit cunoscută ca Interpretarea Copenhaga a mecanicii cuantice. Bohr a petrecut mulți ani dezvoltând și rafinând această interpretare în lumina obiecțiilor aduse de Einstein. După Conferința Solvay din 1930, Einstein nu a mai criticat niciodată interpretarea Copenhaga în termeni tehnici, însă nu a încetat niciodată s-o facă în termeni filozofici, pe tema realismului și a localizării (de ex., a combătut ideea acțiunii la distanță). Einstein, încercând să arate în ce mod teoria cuantică nu este o teorie completă, a afirmat că dacă două sau mai multe particule au interacționat în trecut atunci ele pot prezenta corelații puternice mai târziu când se efectuează măsurători diverse asupra lor.  El a dorit astfel să arate că interacțiunile pot fi explicate în mod clasic prin trecutul lor comun și în nici un caz printr-o "acțiune la distanță ciudată". 
Acest argument este dezvoltat într-o lucrare celebră numită azi Paradoxul EPR (Einstein-Podolsky-Rosen, 1935). Presupunând ca fiind adevărat ceea ce azi este denumit "realism local", EPR au încercat să arate folosind teoria cuantică că particulele posedă atât poziție cât și moment, în vreme ce conform interpretării Copenhaga, doar una dintre aceste proprietăți poate exista în mod real și asta doar în momentul în care este măsurată. Einstein a considerat această concluzie o dovadă că teoria cuantică este incompletă prin faptul că nu explică proprietăți fizice care există în mod obiectiv în natură. Această caracteristică a teoriei cuantice și care conduce la paradoxul amintit se numește legătură cuantică. Legătura cuantică se referă la situațiile în care proprietățile câtorva obiecte distincte nu pot fi descrise în mod separat unele de altele, chiar și ținând cont de istoricul interacțiunilor dintre aceste obiecte. O interacțiune cuantică (precum drumul unui foton printr-un polarizator) poate afecta legătura cuantică chiar dacă cele două obiecte care interacționează se află la distanță. (Articolul din 1935 al lui Einstein, Podolsky și Rosen este azi cea mai citată lucrare a lui Einstein în jurnalele de fizică.)
Răspunsul original al lui Bohr către Einstein a fost că particulele legate fac parte dintr-un sistem indivizibil.  Critica lui Einstein a dus la decenii de cercetări fundamentale legate de legătura cuantică. Aceste cercetări par să confirme aserțiunea lui Bohr cum că două sau mai multe particule legate cuantic trebuie privite ca un tot unitar și, mai mult, că dificultățile apar doar insistând asupra realității consecințelor măsurătorilor care oricum nu sunt efectuate. Se poate spune că Dumnezeu chiar dă cu zarul, chiar dacă asta se întâmplă într-un mod neobișnuit. O aruncare reală a zarului poate fi înțeleasă complet utilizând legile mecanicii clasice iar rezultatul depinde doar de condițiile inițiale. Oricum aruncarea unui "zar" cuantic nu are antecedent; adică nu are o cauză cunoscută.

## Interpretări
Cu tot succesul mecanicii cuantice, există în alcătuirea ei unele elemente controversate. De exemplu, comportamentul obiectelor microscopice descris în mecanica cuantică diferă foarte mult de experiența noastră cotidiană, ceea ce aduce cu sine o anumită lipsă de încredere. Se știe azi că o mare parte dintre fizicile clasice sunt de fapt cazuri speciale ale mecanicii cuantice și/sau ale teoriei relativității. Dirac a introdus noțiuni de relativitate în fizica cuantică astfel încât să poată trata și evenimente care au loc la o viteză apropiată de cea a luminii. Fizica clasică, pe de altă parte, descrie coerent atracția dintre mase (gravitația) și nimeni nu a fost încă capabil să introducă gravitația într-o teorie unificată cu acuala teorie cuantică relativistă.
Un alt aspect interesant este faptul că, potrivit principiului corespondenței și teoremei lui Ehrenfest, pe măsură ce un sistem devine mai extins sau masa sa crește (acțiune >> h), tinde să se manifeste preponderent dinamica clasică (cu mici excepții, precum în cazul hiperfluidității). Acesta este motivul pentru care putem în mod normal ignora mecanica cuantică când analizăm obiectele și evenimentele de la scara noastră de mărime; descrierea clasică este suficientă pentru asta. Chiar și așa, încercarea de a explica logic teoria cuantică este un proces continuu care a generat mai multe interpretări ale mecanicii cuantice, pornind de la convenționala Interpretare Copenhaga până la cea a variabilelor ascunse și Interpretarea multiple-lumi. Se pare că vor apărea mereu noi interpretări filozofice ale acestui subiect; în orice caz succesul practic al teoriei este de necontestat.
Fără îndoială, teoria cuantică nu are rival în a explica fenomene empirice cunoscute, în a prezice descoperiri noi și a explica (înglobând) alte teorii. Predicțiile empirice ale teoriei cuantice (în mod special electrodinamica) au fost confirmate de mai multe ori decât în cazul oricărei alte teorii științifice. Mai mult, toate teoriile fizice fundamentale moderne, chiar și relativitatea generalizată, sunt teorii cuantice moderne. Nu există însă o abordare general acceptată a relativității generalizate prin prisma cuanticii câmpurilor. O teorie unitară care să combine relativitatea generalizată cu mecanica cuantică relativistă este cel mai important țel al fizicii teoretice contemporane. 